# Muttagi, Basavana Bagevadi
Muttagi là một làng thuộc tehsil Basavana Bagevadi, huyện Bijapur, bang Karnataka, Ấn Độ.